# اندیس گندی (جنوب دامغان)
گندی (جنوب دامغان) یک اندیس فلزی است که در اطراف شهر معلمان استان سمنان قرار دارد و مادهٔ معدنی موجود در آن، طلا است. سنگ میزبان این اندیس توف و سنگ‌های ولکانیکی است و دیرینگی آن به دوران ائوسن می‌رسد. 